# 6075 Zajtsev
6075 Zajtsev eller 1976 GH2 är en asteroid i huvudbältet som upptäcktes den 1 april 1976 av den rysk-sovjetiske astronomen Nikolaj Tjernych vid Krims astrofysiska observatorium på Krim. Den har fått sitt namn efter den ryske astronomen Aleksandr L. Zaitsev.
Asteroiden har en diameter på ungefär 14 kilometer och den tillhör asteroidgruppen Themis.